# (3603) Gajdušek
(3603) Gajdušek – planetoida z pasa głównego asteroid okrążająca Słońce w ciągu 4 lat i 45 dni w średniej odległości 2,57 au Została odkryta 5 września 1981 roku w Obserwatorium Kleť w pobliżu Czeskich Budziejowic przez Ladislava Brožka. Nazwa planetoidy pochodzi od Viléma Gajduška (1895-1977), czeskiego optyka, wytwórcy teleskopów. Przed nadaniem nazwy planetoida nosiła oznaczenie tymczasowe (3603) 1981 RM.